# 嵌合抗原受體T細胞
嵌合抗原受体T细胞（chimeric antigen receptor T cell，CAR T cell）是一种通过基因改造从而获得靶向特定抗原能力的T细胞。这些细胞之所谓“嵌合”，是因为该细胞的受体集识别抗原功能与T细胞活化功能于一体。

图示嵌合抗原受体T细胞疗法流程，包括该细胞的制造以及使用：
1.从患者血液内分离T细胞（标识为t）。
2.为T细胞引入具有嵌合抗原受体（表示为c）编码的基因。
3.经过改造的T细胞现以可对特定的抗原做出反应。
4.在组织培养中扩增经过改造的T细胞。
5.为患者输入增经过改造的T细胞。

嵌合抗原受体（chimeric antigen receptor，CAR）则是特指通过基因工程构建用于免疫治疗（细胞疗法）的T细胞受体，又称嵌合T细胞受体（chimeric T cell receptor）；将此受体导入T细胞后，可识别并结合肿瘤细胞表面的抗原，从而导致T细胞的激活和肿瘤细胞的死亡。
嵌合抗原受体T细胞通常用于嵌合抗原受体T细胞疗法（chimeric antigen receptor T-cell therapy）又名嵌合抗原受体T免疫疗法，即通过改造T细胞从而使其可以识别并有效地摧毁癌细胞来治疗癌症。科学家们会先从人体内提取T细胞，通过基因改造使其拥有嵌合抗原受体，并最终将其输入患者体内以攻击他们的肿瘤。

## 原理
在嵌合抗原受体T细胞疗法中，原始的T细胞可以来源于患者本人（自体）或他人（异体）的血液。从人体中分离T细胞后，科学家们会以经过改造的慢病毒为载体对其进行基因改造，从而使其表达特定的嵌合抗原受体。该通过改造的受体则只会针对肿瘤细胞表面的抗原而无视健康的细胞，从而保证安全性。
在患者体内，当嵌合抗原受体T细胞表面的受体于目标抗原接触时，其会与之结合并被激活，同时通过自身的增殖，增加其自身的细胞毒素，以及分泌因子（细胞因子、白细胞介素、以及生长因子）等方式来摧毁癌细胞。
此外，嵌合抗原受体T细胞的表面还可携带CD4或CD8两种辅助受体，从而使之变为具有不同细胞毒素的CD4+ T细胞或CD8+ T细胞。而且由于该两种细胞的细胞毒素具有互相效应，在治疗中采用1:1的细胞类型比例可提供协同对抗肿瘤的效果。
嵌合抗原受体T细胞疗法有一定副作用，包括细胞因子释放综合症、神经毒性、攻击一些拥有目标抗原的正常细胞等。并且由于目前此疗法相对较新，关于其包括患者长期生存以及女性患者可能出现的妊娠并发症的长期效果数据相对较少。

## 相关历史
1987年，日本的桑名义久（Yoshihisa Kuwana）等人在藤田医科大学和协和药品工业株式会社首次描述了含有抗体和T细胞受体的嵌合受体。1989年，以色列的吉迪恩·格罗斯（Gideon Gross）与泽利格·艾沙尔
（Zelig Eshhar）在魏茨曼科学研究学院也独立地进行了类似研究 。这些早期的研究集成了抗体与多种抗原结合的能力于TCR-α或TCR-β蛋白的恒定区，并称其为“T体”（T-bodies）。
1991年，加利福尼亚大学旧金山分校的阿瑟·韦斯（Arthur Weiss）证实了包含CD3ζ胞内信号域的嵌合受体可以激活T细胞信号传导 。这项研究促使了将CD3ζ胞内域与类似抗体的胞外域（通常是单链抗体域）以及如CD4受体的蛋白质结合起来。该细胞随后被称为第一代嵌合抗原受体T细胞。
第一代嵌合抗原受体T细胞包含了CD4胞外域和CD3ζ胞内域，并由生物技术公司Cell Genesys在1990年代中期展开该细胞的第一项临床试验。该试验尝试使移植的T细胞靶向HIV细胞，但最终结果并没有呈现出任何临床改善 。其它类似的早期使用第一代嵌合抗原受体T细胞来靶向实体肿瘤的临床试验均未保证移植的T细胞的长期持久性，也并没有显著地缓解癌症。
在21世纪初，科学家向第一代嵌合抗原受体T细胞的CD3ζ细胞内区域添加了如CD28或4-1BB的共刺激域，并称其为第二代嵌合抗原受体T细胞。该构造在临床前模型中表现出了更好的持久性以及清除肿瘤的效果 。在2010年代初，美国国家癌症研究所（NCI）、宾夕法尼亚大学和纪念斯隆-凯特琳癌症中心使用了第二代CAR来靶向CD19（一种正常B细胞以及B细胞白血病和淋巴瘤中表达的蛋白质）。此研究展现了嵌合抗原受体T细胞疗法的临床疗效，并在许多经过重度预处理的患者中实现了完全缓解癌症 。而这些试验最终导致了美国食品药品监督管理局（FDA）在2017年首次批准了诺华制药公司的司利弗明（tisagenlecleucel，又名Kymriah）与Kite Pharma公司的阿基仑赛（axicabtagene ciloleucel，又名Yescarta）两种基于嵌合抗原受体T细胞的药品。而如今已有六种FDA批准的嵌合抗原受体T细胞疗法。

## 制造及使用过程
生产嵌合抗原受体T细胞的第一步是从人体血液中分离T细胞。其一般可通过患者自身（自体）或健康捐献者的血液（异体）制造。
不论血液来源，接下来都会通过血细胞分离器进行白细胞分离，并从中收集外周血单个核细胞 。这些产物将随后被转移至细胞处理中心。在此，特定的T细胞会被细胞因子白介素2（IL-2），抗CD3/CD28抗体，抗CD3抗体等物刺激，以便其能迅速增殖 。
经过扩增的T细胞经过净化后，科学家将通过逆转录病毒载体(通常为γ-逆转录病毒或慢病毒)向其转导编有嵌合抗原受体的基因。由于现代技术已可删除部分U3区，这些载体如今非常安全。此外，最新的基因编辑工具CRISPR/Cas9最近也已被用来代替逆转录病毒载体。
制造完成后，该细胞将最终被输入患者体内用于治疗。一般患者在此之前将会进行淋巴灭活化化疗。该过程将通过减少白细胞数量从而减少体内的资源竞争，并由此增加产生的细胞因子从而扩增体内的嵌合抗原受体T细胞。

## 临床应用
截至2019年3月，全球有大约进行着364个涉及嵌合抗原受体T细胞的临床试验，其中大部分实验所对抗的都是血液癌。目前，这些实验最常以CD19作为抗原靶点，其次是BCMA（该抗原经常在多发性骨髓瘤中表达） ，并于2016年开始进行了对其他如CD20的抗原的可行性研究 。此外，虽然嵌合抗原受体T细胞被多次用于对抗白血病等非实体肿瘤等研究中，该细胞并未主导对抗实体肿瘤的治疗。这些实验中大约有一半的细胞疗法涉及其他载体（如自然杀伤细胞）。

### 癌症
经过基因改造使T细胞可以表达针对患者癌细胞抗原的嵌合抗原受体，并能在被输入患者体内后杀死癌细胞。该疗法因为T细胞能被设计成针对几乎任何肿瘤的多用性而被视为一种有前景的抗癌治疗方法。
早期嵌合抗原受体T细胞的研究主要集中在血液癌上。首次获批的治疗方法使用了针对CD19（一种存在于如急性淋巴细胞性白血病，弥漫大B细胞淋巴瘤等B细胞癌症的抗原）的受体 。目前各项研究正在尝试使嵌合抗原受体针对其他血液癌抗原，包括霍奇金淋巴瘤中的CD30、急性髓系白血病中的CD33、CD123和FLT3，以及多发性骨髓瘤中的BCMA。
相对非实体肿瘤，实体肿瘤是一个更难攻击的目标 。首先，找到好的实体肿瘤抗原较为困难，因为这些抗原必须在大多数癌细胞上高度表达，并几乎不存在于正常组织中。而嵌合抗原受体T细胞也无法有效地进入实体肿瘤的中心，并会被其微环境抑制活性。

### 自身免疫性疾病
虽然大多数自身免疫性疾病T细胞研究致力于创造可以消灭特定细胞群体的T细胞，但该技术还有其他潜在用途。用于嵌合抗原受体的调节T细胞具有特定抗原的耐受性，并在器官移植或像红斑狼疮这样的风湿性疾病中起到作用。

## 安全问题
嵌合抗原受体T细胞被引入人体可能导致包括细胞因子释放综合征和神经毒性等严重副作用 。由于该细胞疗法相对较新，关于其长期患者存活率以及女性患者的妊娠并发症等长期效果的数据目前较少。此外，该疗法也可能因嵌合抗原受体来源于外源的单克隆抗体而产生过敏反应。
正常情况下，嵌合抗原受体T细胞通过识别其针对的抗原并展开攻击来杀死癌细胞，但当同样的抗原表达在非病理组织上时就会造成该细胞攻击健康的细胞，并由此造成如B细胞减少症（T细胞攻击表达CD19的B细胞）等其它疾病。虽然这些不良反应的严重程度通常不一，但是由于此刻的患者通常在先前经过了免疫抑制、淋巴去除化疗，以及持续性细胞减少等对免疫系统的伤害，而会面临严重感染的风险。
此外，当带着嵌合抗原受体基因的病毒载体插入T细胞基因组中的肿瘤抑制基因或癌基因时，这些嵌合抗原受体T细胞本身也可能致癌。但一般出现该副作用的概率极低，并且通过使用一些逆转录病毒载体来代替透明质酸病毒载体也能有效地降低风险。对T细胞中CAR插入位点的基因组测序分析已经确立。

### 细胞因子释放综合症
该症状是嵌合抗原受体T细胞疗法最常见的问题，其由免疫系统被激活并释放大量炎症细胞因子所导致。这种综合症的临床表现形似于败血症，发高烧、疲劳、 肌痛、恶心、毛细血管渗漏、心动过速，以及其他心脏功能障碍、肝功能衰竭与肾功能受损等症状。虽然几乎所有接受嵌合抗原受体T细胞治疗的患者都会出现该症状，但其的存在恰恰表明了嵌合抗原受体T细胞正在按照预期杀死癌细胞 。此外，该症状的严重程度与治疗反应并无关系，而是与疾病负担有关。严重的细胞因子释放综合症也可以通过使用如皮质类固醇，托珠单抗和抗白细胞介素-6等免疫抑制剂和来降低该症状的频率并不影响疗效。

### 免疫效应细胞相关的神经毒性
该症状也常存在于嵌合抗原受体T细胞疗法中，并可能与细胞因子释放综合症相关，但其潜在机制尚不清楚。其临床表现包括谵妄、表达性失语、警觉迟钝和癫痫。在一些临床试验中，这些神经毒素可导致患者死亡。在Juno Therapeutics公司进行的一项研究中，有五名患者因神经毒性引发的脑水肿而死亡，其中两名患者仅使用环磷酰胺进行治疗，其余三名患者使用环磷酰胺和氟达拉滨的组合治疗。另外在福瑞德哈金森肿瘤研究中心赞助的另一项临床试验中也有一例患者在接受抗原受体T细胞疗法122天后发生不可逆转且致命的神经毒性的病例。

## 嵌合抗原受体结构
嵌合抗原受体是将多个正常T细胞激活的部分融为一体的单一蛋白质。其能将细胞外抗原识别结构域与细胞内信号传导结构域连接起来，并在抗原结合时激活T细胞。该结构由四个结构域组成：抗原识别结构域（antigen recognition domain，ARD）、细胞外链接域、跨膜结构域和细胞内信号传导结构域。

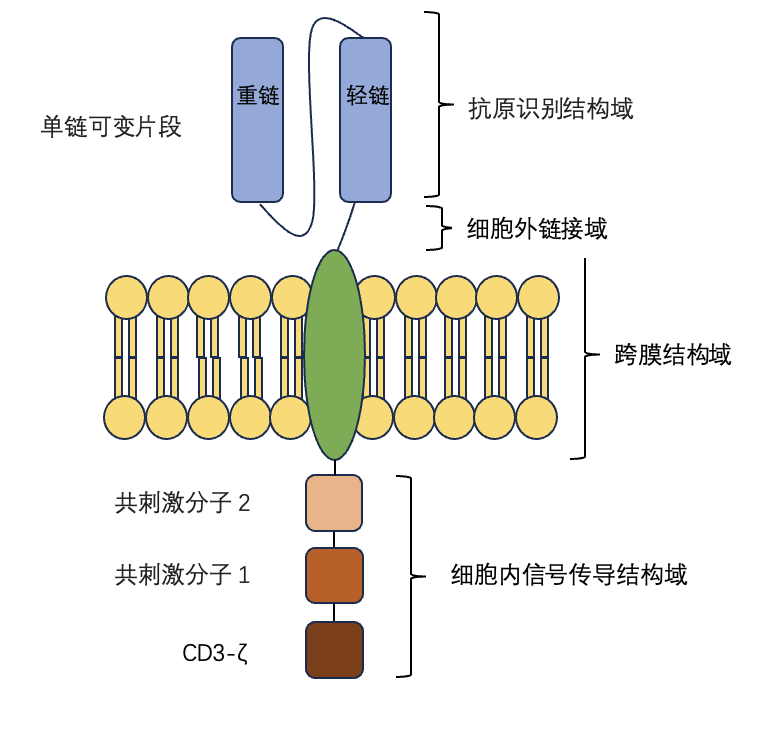
嵌合抗原受体结构

### 抗原识别结构域
抗原识别结构域位于受体的外区部分并其暴露在细胞外部。该结构会与潜在的标靶分子接触，并负责将嵌合抗原受体T细胞定向于匹配标靶分子的细胞。
抗原识别结构域通常来源于单克隆抗体的可变区域，并由其连接成一个单链可变片段 。单链可变片段是一个由免疫球蛋白的轻链和重链组成的嵌合蛋白，并通过一个连接肽连接。再制造嵌合抗原受体时，具体轻链和重链会通过其要结合的抗原（如CD19）而选定。两链之间的连接肽包含了亲水残基。其中包含了甘氨酸和丝氨酸以增加其灵活性，以及谷氨酸和赖氨酸以增加其溶解性 。 此外，单域抗体（如VH、VHH、VNAR）因其在T细胞中的高转导效率已被改造并作为嵌合抗原受体结构中的抗原识别结构域开发。
除了抗体片段外，以非抗体为基础的方法也会通过利用通常会相互结合的配体/受体来形成嵌合抗原受体的特异性。细胞因子、先天免疫受体、TNF受体、生长因子和结构蛋白都有被制成抗原识别结构域的先例。

### 细胞外链接域
细胞外链接域位于抗原识别结构域与细胞膜之间，并有一个铰链组成。该铰链能增强单链可变片受体头部的灵活性，并以此减少嵌合抗原受体与其目标抗原之间的空间限制。此外，铰链的基因序列通常基于其他包括IgG、CD8和CD28等免疫分子的膜近区域。

### 跨膜结构域
跨膜结构域由一个穿过细胞膜的疏水性α螺旋构成，并由此将嵌合抗原受体锚定在细胞膜上。该结构连接着细胞外的铰链及其连接的抗原识别结构域与细胞内的信号传导区域，并对整个受体的稳定性至关重要。其通常由离细胞膜最近的细胞内域部分的跨膜区域组成，不同的跨膜区域也会导致不同的受体稳定性。已知CD28跨膜区域能产生高表达且稳定的受体。相反，使用CD3-ζ的跨膜区域可能导致人工T细胞受体被整合进天然受体中。

### 细胞内信号传导结构域
该结构域位于T细胞内部。 当抗原与外部抗原识别域结合后，嵌合抗原受体会聚集在一起，并由受体位于内部的细胞质端将信号在T细胞内部传播。
正常的T细胞激活依赖于CD3-ζ的细胞质域中免疫受体酪氨酸活化基序（ITAMs）的磷酸化。为了模仿这一过程，嵌合抗原受体内部区域通常由CD3-ζ的细胞质域构成。虽然其他含ITAM的域也被尝试过，但其效果不如CD3-ζ。
T细胞在CD3信号激活后还需要共刺激分子以维持活性。因此，受体的内部区域通常还包括一个或多个来自共刺激蛋白的嵌合域。其中，CD28、CD27、CD134（OX40）和CD137（4-1BB）等共刺激分子信号域都已经成功通过了测试。
该结构域的具体种类构造同样定义了嵌合抗原受体T细胞的代。第一代受体只包括CD3-ζ的细胞质域。第二代受体在此之上增加了一个如CD28或4-1BB的共刺激域。而这些细胞内信号域可改善T细胞的增殖、细胞因子分泌、抗凋亡能力以及体内存活时间。第三代受体结合了多个这种共刺激域，如CD28-41BB或CD28-OX40，以增强T细胞活性。临床前数据显示，与第二代受体相比，第三代受体拥有更好的效应功能与更长的体内存活时间。

## 研究方向

### 抗原识别
虽然嵌合抗原受体T细胞疗法的初始临床缓解率高达90%，但长期生存率要低得多。该原因通常是抗原逃逸，即患者体内出现了不表达CD19从而逃避原定T细胞靶向的白血病细胞。对此，新的预临床研究在研发同时靶向CD19和CD22或CD19和CD20的嵌合抗原受体T细胞上已经取得了一些进展，并同时进行着研究具有双特异性靶向以绕过CD19下调的试验。
2018年，研究开发了一种被称为SUPRA CAR（分裂型、通用型和可编程型）的嵌合抗原受体种类。SUPRA CAR能够使用多种机制精确调控其活性，从而限制其过度激活。对比传统嵌合抗原受体，SUPRA CAR能够在无需对个体的免疫细胞作进一步基因修饰的情况下同时靶向多个抗原。
除了该变种受体，实验性的SMDC（小分子药物偶联物）平台也能使设计一个通用嵌合抗原受体T细胞成为可能。该细胞能够与一种被指定为异硫氰酸荧光素（FITC）的良性分子具有极高的亲和力结合，并与双特异性SMDC适配分子一起作用于治疗各种癌症。这些独特的双特异性适配分子由FITC分子和肿瘤靶向分子构建而成，并用于精确连接通用嵌合抗原受体与癌细胞从而激活局部T细胞。在实验鼠体内，通用嵌合抗原受体T细胞只有和正确的特异性适配分子同时存在时才能诱导抗肿瘤活性。此外，实验人员还可以通过调整适配分子的给药剂量来控制抗肿瘤活性与毒性，并通过同时给予不同所需特异性适配分子从而更好地对抗原异质性肿瘤。

### 受体功能
第四代嵌合抗原受体T细胞（又称TRUCK或装甲T细胞）进一步添加了包括IL-2、IL-5、IL-12和共刺激配体等因子。该升级可增强其细胞扩增、持久性以及抗肿瘤活性。

### 控制机制
医生们可通过为嵌合抗原受体T细胞增添各种合成物质来实现对其持久性、活性以及毒性的控制。主要的控制手段包括根据患者情况以通过药物来触发T细胞死亡或限制T细胞激活。
自杀基因：通常经过基因改造的T细胞会被植入一个或多个能在外部因子诱导下让细胞进行凋亡的基因。胸苷激酶（HSV-TK）和可诱导的胱天蛋白酶9（iCasp9）是两种已经整合到嵌合抗原受体T细胞中的自杀基因。iCasp9系统中的自杀基因组有两个元素：一个对小分子rimiducid/AP1903具有高特异性的突变FK506结合蛋白，以及一个编码去除前区域的人类iCasp9基因。给患者用rimiducid即可激活自杀系统并导致改造的T细胞迅速凋亡。尽管HSV-TK和iCasp9系统在嵌合抗原受体T细胞疗法的临床试验中可起到类似安全开关的作用，但其的应用还是收到了一些缺陷限制。首先，HSV-TK由于其的病毒来源可能对人类具有免疫原性。此外，目前实验人员也仍不清楚此系统能否在所有情况下足够快地启动以限制T细胞对非肺肿瘤细胞的毒性。
双重抗原受体：嵌合抗原受体T细胞可以被改造并使其表达两种与肿瘤相关的抗原受体，并以此减少其攻击非肿瘤细胞的概率。据报道，拥有双重抗原受体的T细胞的副作用较轻.。此外，在一项体内研究中，拥有双重受体的嵌合抗原受体T细胞有效地根除了实验鼠的前列腺癌，并实现了其完全的长期生存。
开关系统：在该系统中，嵌合抗原受体T细胞只能在肿瘤抗原与良性外源分子共同存在的情况下才能发挥其功能。为了实现这一点，嵌合抗原受体会被分成两个独立的蛋白质，而这两个蛋白质必须结合在一起才能使T细胞发挥功能。第一个受体蛋白质通常包含细胞外的抗原识别结构域，而第二个蛋白质包含其下面的信号传导域和共刺激分子。在存在外源分子（如雷帕霉素类似物）的情况下，这两种蛋白质会二聚化在一起，并使T细胞能够攻击肿瘤。人类表皮生长因子受体截短形式（hEGFRt）与西妥昔单抗的组合已经被用作为嵌合抗原受体T细胞的开关。
双特异性分子开关：双特异性分子会同时靶向肿瘤相关抗原和T细胞表面的CD3分子，并以此确保T细胞只有在与肿瘤细胞密切接触时才能被激活。在一项实验中，抗CD20/CD3双特异性分子在实验鼠中对恶性B细胞和癌细胞显示出了高度特异性。此外，异硫氰酸荧光素（FITC）也可作为双功能分子。其可以将具有FITC特异性的嵌合抗原受体T细胞定向至具有叶酸受体的肿瘤细胞。

### 嵌合抗原受体T细胞制造进展
由于嵌合抗原受体T细胞治疗的高成本，目前有一系列研究致力于改善该细胞的制造工艺并降低成本，包括在体内制造嵌合抗原受体T细胞。此外，其它如将生物导向材料用于嵌合抗原受体T细胞生长，以及通过缩短或消除活化和扩增步骤以实现快速生成该细胞的研究也在进行中。

### 现场修改
根据最新研究，科学家也可通过使用病毒载体对仍然在体内的T细胞或B细胞进行现场修改。

## 治疗费用
嵌合抗原受体T细胞疗法常因其高昂的费用受到批评，比如tisagenlecleucel（Kymriah）和axicabtagene ciloleucel（Yescarta）的初期成本就分别为375,000美元和475,000美元。该疗法的高成本主要由于以下原因：复杂的细胞制造需在专门的良好生产规范（GMP）设施中进行，以及由于如细胞因子释放综合征等副作用而在治疗后需要高水平的医院护理。在美国，此成本通常会由联邦医疗保险与许多但并非所有私人保险公司承担。此外，嵌合抗原受体T细胞制造商也对此推出了其它支付方案，例如患者只有在治疗后某个时间点前达到癌症的完全缓解的情况下才需付款。
此外，嵌合抗原受体T细胞疗法目前还没有达到全球范围的普遍应用。目前，该细胞疗法只在美国、加拿大、中国、新加坡、澳大利亚、以及英国等一些欧洲国家获得批准。巴西也随后在2022年2月批准了tisagenlecleucel（Kymriah）的治疗。